# Stelgidopteryx serripennis
A Stelgidopteryx serripennis a verébalakúak (Passeriformes) rendjébe, ezen belül a fecskefélék (Hirundinidae) családjába és a Stelgidopteryx nembe tartozó faj. 13-15 centiméter hosszú. Dél-Kanadától észak-Panamáig elterjedt, a vízhez közeli területeken él. Márciustól júliusig költ. A partba ásott üregekbe helyezi el négy-nyolc tojását, melyeket a nőstény 13 nap alatt költ ki. A fiókák 20 nap múlva repülnek ki a fészekből. Rovarokkal táplálkozik. Az északi területekről (Kanada, Amerikai Egyesült Államok - kivéve legdélebbi részeit) télen Mexikóba és Közép-Amerikába vándorol.

## Alfajok
- S. s. serripennis (Audubon, 1838) – délkelet-Alaszka, közép-Brit Columbia, közép-Alberta, közép-Saskatchewan, dél-Manitoba, nyugat- és dél-Ontario, dél-Québec, dél-Új-Brunswick, dél-Új-Skócia területeitől közép-Kalifornia, észak-Nevada, Új-Mexikó, közép-Texas, délnyugat-Florida területéig költ; többnyire délnyugat-Mexikóban, dél-Floridában és ettől délre, egészen közép-Panamáig telel;
- S. s. psammochroa (Griscom, 1929) – dél-Kalifornia, dél-Nevada, délnyugat-Utah, délnyugat-Arizona, dél-Új-Mexikó, dél-Texas területeitől északkelet-Mexikó és Salvador parti területéig költ; közép-Mexikótól Panamáig telel;
- S. s. fulvipennis (P. L. Sclater, 1860) – közép- és dél-Mexikótól Costa Ricáig;
- S. s. stuarti (Brodkorb, 1942) – dél-Mexikótól dél- és kelet-Guatemaláig;
- S. s. ridgwayi (Nelson, 1901) – Yucatán-félsziget;
- S. s. burleighi (A. R. Phillips, 1986) – Belize, Guatemala.

## Fordítás
- Ez a szócikk részben vagy egészben  a   Northern rough-winged swallow című angol Wikipédia-szócikk fordításán alapul.  Az eredeti cikk szerkesztőit annak laptörténete sorolja fel. Ez a jelzés csupán a megfogalmazás eredetét és a szerzői jogokat jelzi, nem szolgál a cikkben szereplő információk forrásmegjelöléseként.